# Eurytos (fils d'Hermès)
Pour les articles homonymes, voir Eurytos.

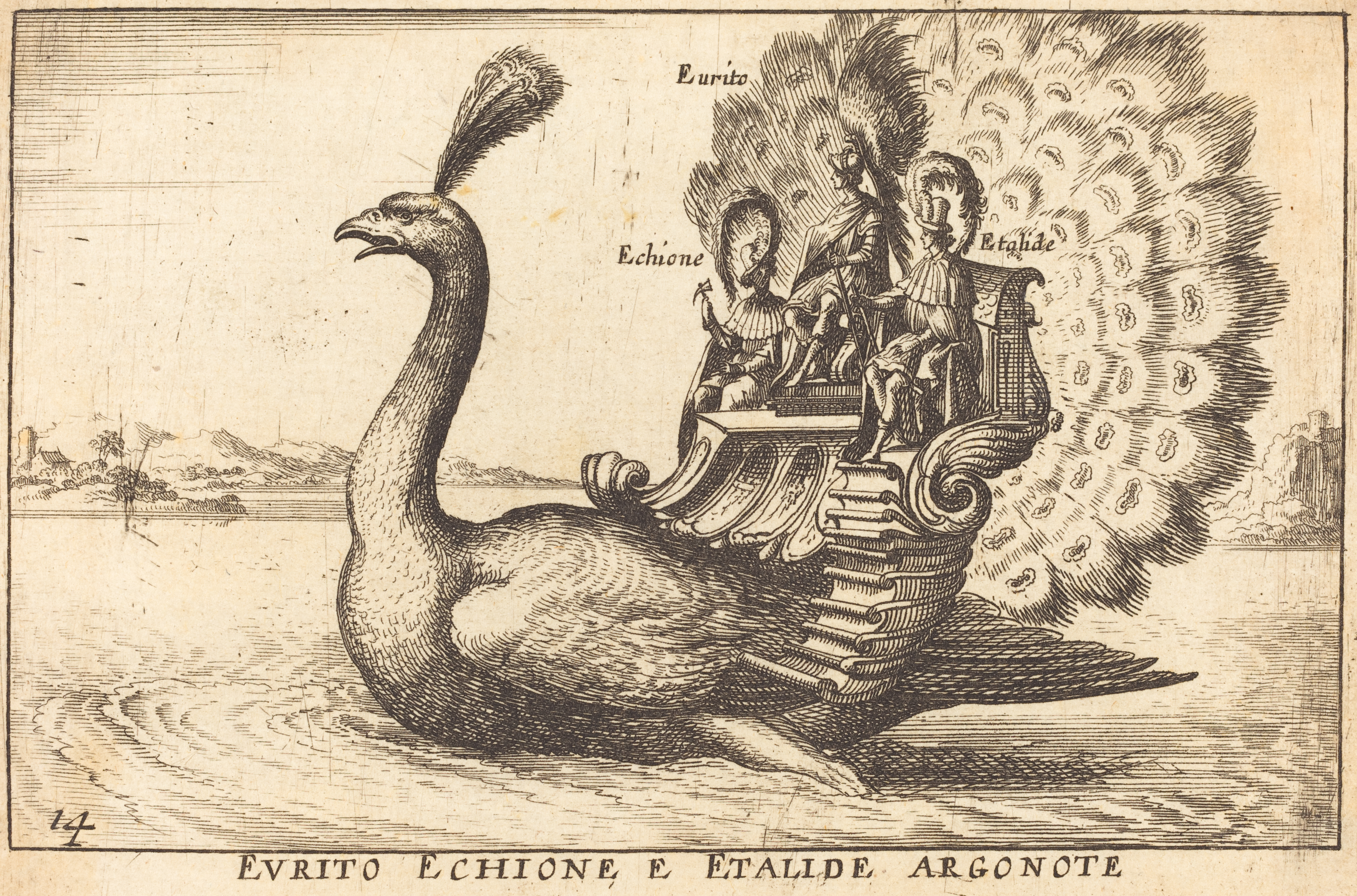
Les Argonautes Eurytos, Échion et Éthalidès, gravure de Balthasar Moncornet d'après Remigio Cantagallina, XVIIe siècle (National Gallery of Art).

Dans la mythologie grecque, Eurytos ou Érytos (en grec ancien Εὔρυτος / Eúrutos ou Ἔρυτος / Érytos) est un héros, fils d'Hermès et frère d'Échion, membre de l'expédition des Argonautes.

## Mythe
Eurytos, ou Érytos, est le fils du dieu Hermès et de la mortelle Antianira. Il a deux frères : son jumeau Échion ainsi qu'Éthalidès. Ils sont originaires du massif du Pangée pour Pindare et de la ville thessalienne d'Alopè (en) pour Apollonios de Rhodes.
Ses frères et lui prennent part à la quête des Argonautes pour la Toison d'or : leurs noms figurent dans plusieurs listes données par des mythographes, dont celle de Pindare, qui ne comporte que des demi-dieux.
Hygin en fait également un membre de la chasse au sanglier de Calydon. Il est également vainqueur de jeux funéraires pour Pélias, organisés à Argos par Acaste,.

### Sources antiques
- Pseudo-Apollodore, Bibliothèque [détail des éditions] [lire en ligne], I, 9, 16.
- Apollonios de Rhodes, Argonautiques [détail des éditions] [lire en ligne], I, 52.
- Hygin, Fables [détail des éditions] [(la) lire en ligne], XIV ; CLX.
- Pindare, Odes [détail des éditions] (lire en ligne), « Pythiques », IV, 179.
- Valerius Flaccus, Argonautiques [détail des éditions] [lire en ligne], I, 439 ; III, 99 et 471 ; VI, 569.